# Zoe Telford
Zoe Telford (Norwich, 1973) is een Britse actrice.

## Carrière
Telford begon in 1993 met acteren in de televisieserie The Bill, waarna zij nog meerdere rollen speelde in televisieseries en films. Zij speelde in onder anderen Teachers (2001), The Palace (2008), Criminal Justice (2009) en Yes, Minister (2013).

## Filmografie

### Films
Uitgezonderd korte films.
- 2014 Greyhawk - als Paula
- 2012 Ashes - als Sophie
- 2009 Beyond the Pole - als Melissa
- 2007 The Waiting Room - als Jem
- 2006 The Painted Veil - als Leona
- 2006 Beau Brummell: This Charming Man - als Julia
- 2006 The Truth - als Blossom
- 2005 Deuce Bigalow: European Gigolo - als Lily
- 2005 Match Point - als Samantha
- 2003 Hitler: The Rise of Evil - als Eva Braun
- 2003 Real Men - als Christina Leith
- 2001 Men Only - als Alice
- 2000 Second Sight: Kingdom of the Blind - als Sandra Pearson

### Televisieseries
Uitgezonderd eenmalige gastrollen.
- 2022 Meet the Richardsons - als dr. Maxwell - 3 afl.
- 2017 Genius - als Clara Haber - 2 afl.
- 2015 Unforgotten - als Bella Cross - 5 afl.
- 2015 Silent Witness - als DCI Jane De Freitas - 2 afl.
- 2013 Love & Marriage - als Michelle Paradise - 6 afl.
- 2013 Yes, Minister - als Claire Sutton - 6 afl.
- 2012 Room at the Top - als Eva Storr - 2 afl.
- 2010 Sherlock - als Sarah - 2 afl.
- 2009 The Thick of It - als Marianne Swift - 2 afl.
- 2009 Collision - als Sandra Rampton - 3 afl.
- 2009 Criminal Justice - als Anna Klein - 5 afl.
- 2008 Place of Execution - als Nicola Curry - 3 afl.
- 2008 The Palace - als Abigail Thomas - 8 afl.
- 2005 The Golden Hour - als dr. Jane Cameron - 4 afl.
- 2003-2005 Absolute Power - als Alison Jackman - 12 afl.
- 2001 Teachers - als Maggie - 8 afl.
- 1999 The Last Train - als Roe Germaine - 6 afl.
- 1998 Invasion: Earth - als verpleegster Louise Reynolds - 2 afl.

### Computerspellen
- 2021 Zombieland VR: Headshot Fever - als zombies
- 2017 Mass Effect: Andromeda - als Foster Addison
- 2015 Dragon Age: Inquisition - Trespasser - als stem
- 2014 Dragon Age: Inquisition - als stem

- International Standard Name Identifier: 0000 0004 0206 4956
- Library of Congress Control Number: no2013023336
- Virtual International Authority File: 296898888
- WorldCat: E39PBJw8Wt3KdpBMwHbKctFHYP